# آنجل مونو
آنجل مونو، مونوی آفریقایی ، گونه‌ای ماه‌ماهی است که بومی آب‌های شیرین، لب شور و دریایی شرق اقیانوس اطلس است که از حد فاصل بین جزایر قناری تا کشور آنگولا را در بر می‌گیرد. در باتلاق‌ها و مصب‌های جنگلهای حرا(مانگرو) مصب رود می‌کند و گهگاه می‌توان آن را در تالاب‌ها یافت. طول این گونه می تواند تا ۲۵ سانتیمتر (۹٫۸ اینچ) TL برسد اگرچه معمولاً به بیشتر از 15 سانتیمتر نمیرسد. همچنین می توان این گونه را در تجارت آکواریوم و ماهی های زینتی یافت. 

## در آکواریوم
این گونه به طور گسترده در آکواریوم های آب شور و شور نگهداری می شود. اگرچه به ندرت در اسارت پرورش داده شده است، اما در غیر این صورت مقاوم و مراقبت از آن آسان است.